# Dru Struzan
Dru Struzan (engl. Drew Struzan, rođen 1947. u Portlandu) je američki umetnik, najpoznatiji po radu na filmskim plakatima koji uključuju holivudske blokbastere kao što su Ratovi zvezda, Indijana Džouns, Povratak u budućnost i dr.

## Spoljašnje veze
- Zvanični veb-sajt
- Dru Struzan на веб-сајту  (језик: енглески)